# Go World
Go World est un magazine trimestriel en anglais consacré au jeu de go, publié au Japon par la Kiseido Publishing Company entre 1977 et 2013, à la suite de la disparition de la Go Monthly Review (publiée, elle, par la Nihon Ki-in). 
Chaque numéro, de 64 pages en moyenne, contient des commentaires détaillés des parties des tournois majeurs, des nouvelles du monde du go, des collections de problèmes (par exemple de tsumego), et des  articles sur divers aspects du jeu. Le premier numéro de Go World est sorti en mai 1977, et la revue fut publiée régulièrement jusqu'en 2013, en dehors d'une interruption entre l'été 1992 et l'automne 1993 (beaucoup de parties importantes de cette période peuvent être trouvées dans le recueil Tournament Go 1992, lui aussi publié par Kiseido).  Au total, 129 numéros furent publiés.  
Une archive des numéros de Go World 1 à 108 est constituée (sous forme de documents PDF) sur le site de Kiseido Digital, et peut y être achetée.